# 馬林加 (巴西)
馬林加（葡萄牙語：Maringá）是巴西的城市，位於該國南部，由巴拉那州負責管轄。馬林加始建於1947年5月10日，面積487.9平方公里，海拔高度555米，受亞熱帶氣候影響，每年平均降雨量1,082.9毫米。馬林加是巴拉那州的第三大城市，也是该地区的商业、服务、农业工业和大学中心，如馬林加州立大學。市区人口为385,753人，都会区人口为764,906人（IBGE 2013年数据）。

## 外部連結
- Official homepage （页面存档备份，存于） (in Portuguese)
- Everything about Maringá （页面存档备份，存于） (in Portuguese, English, French, Italian and Spanish)
- some pictures can be found here (in Portuguese)
- everything about Maringá （页面存档备份，存于） (in Portuguese)

1. ↑   (PDF). United Nations Development Programme (UNDP).   [August 1, 2013]. （原始内容 (PDF)存档于July 8, 2014）. （页面存档备份，存于）